# کرد-دام
کرد-دام (ترکی آذربایجانی: Kürd-Dam) یک منطقهٔ مسکونی در جمهوری آرتساخ است که در استان شاهومیان واقع شده‌است.